# Markos Vafiadis

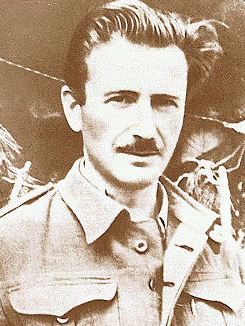
Markos Vafiadis (1931)

Markos Vafiadis, auch „General Markos“ genannt (griechisch Μάρκος Βαφιάδης, * 28. Januar 1906 in Erzurum; † 23. Februar 1992 in Athen), war ein griechischer Politiker und Offizier im griechischen Bürgerkrieg (1946 bis 1949).

## Leben
Vafiadis entstammte der griechischen Mittelschicht, er flüchtete infolge der „Kleinasiatischen Katastrophe“ 1922 nach Thessaloniki und Kavala. Sein frühzeitiges politisches Interesse führte ihn 1928 in die OKNE (Oμοσπονδία Kομμουνιστικών Nεολαιών Eλλάδας), die Jugendbewegung der Kommunistischen Partei Griechenlands KKE.
Nach der Besetzung Griechenlands durch die Wehrmacht 1941 schloss sich Markos Vafiadis der größten Widerstandsgruppe an, der kommunistisch beeinflussten Volksbefreiungsarmee ELAS unter Aris Velouchiotis. Er war 1944 Kommandeur des makedonischen Flügels der ELAS. Nach dem Rückzug der Deutschen im Oktober 1944 wandte sich die ELAS gegen die von Großbritannien betriebene Wiedereinführung der Monarchie, was Ende 1944 zu bewaffneten Auseinandersetzungen und einer britischen Militärintervention führte. Im Februar 1945 kam es zur Entwaffnung und Demobilisierung der ELAS.
General Markos übernahm 1946 die Führung der neu gegründeten Demokratischen Armee Griechenlands DSE (ΔΣΕ, Δημοκρατικός Στρατός Ελλάδας), die für ein sozialistisches Griechenland kämpfte, und wurde Ministerpräsident einer im Jahre 1947 in Nord-Griechenland installierten Gegenregierung.
Mit dem Zusammenbruch mehrerer Verteidigungslinien erklärte er der Griechischen Zentralarmee, dass er zur Zusammenarbeit bereit sei. Diese Erklärung, ohne die Nordgriechenland von der Zentralarmee überrannt worden wäre, wurde Markos zum Verhängnis und zwang ihn zum Rücktritt von seinem Amt als Ministerpräsident.
Vafiades flüchtete via Albanien ins Exil in die Sowjetunion. Dort lebte er bis Mitte der 1950er Jahre in Moskau, wo er auch seine spätere Frau kennenlernte, und arbeitete als Arbeiter in einer Uhrenfabrik. Sein Aufenthalt in der Sowjetunion wurde von einem Aufenthalt zur Parteiarbeit in Bukarest unterbrochen. Ab 1958 lebte er in Pensa, wo er in einer Uhrenfabrik arbeitete. Er betrat 1983, nach 35 Jahren, erstmals wieder griechischen Boden. Vafiades ist bis heute nicht unumstritten – dem orthodoxen KKE-Flügel gilt er als Vorbild und einer der größten Visionäre des Landes, während er von undogmatischen Kommunisten, Sozialisten und Konservativen scharfer Kritik unterzogen wird.

## „Markonismus“
Vafiades plante, einen Sozialismus neuen Typs aufzubauen, diese politische Ausrichtung wurde zum „Markonismus“ erklärt. Nach Markos’ Visionen sollten alle Monopolbetriebe und größeren Firmen verstaatlicht werden. Der Markonismus sah nicht die Verstaatlichung von zivilem Besitz wie Häusern vor, es wurde nur die industrielle und wirtschaftliche Verstaatlichung zur Unabhängigkeit der Regierung geplant.
General Markos hatte sich die Einführung einer Zentralregierung nach dem Ende des Bürgerkrieges vorgenommen und plante das Führerbild an der Regierungsspitze. Die Ernennung eines Führers war für Markos einer der wichtigsten Punkte des Markonismus, da er seine Pläne und Visionen so ohne irgendwelche Gegenstimmen hätte durchsetzen können. Er hatte unter anderem den militärischen Plan, Griechenland zu einem Großreich auszubauen, jedoch ohne Eingliederung in die von der UdSSR besetzten Gebiete.